# Denny Hulme
Denis Clive Hulme ou apenas Denny Hulme OBE (Nelson, 18 de junho de 1936 – Bathurst, Austrália, 4 de outubro de 1992) foi um automobilista campeão de Fórmula 1 em 1967 pilotando a Brabham.
Filho de um militar condecorado na Segunda Guerra Mundial, trabalhou como mecânico de Jack Brabham, antes de estrear na Fórmula 1 em 1965 na sua equipe. Em 1967 obteve o título mundial disputando contra seu companheiro de equipe e patrão Brabham. No ano seguinte partiu para a McLaren onde permaneceria até 1974. Neste ano foi companheiro de equipe de Emerson Fittipaldi.
Além da F1, Hulme pilotava outras categorias como a Canadian-American Challenge Cup, 500 Milhas de Indianápolis. Se manteve ativo pilotando automóveis e carros esporte na Austrália e Nova Zelândia.
Hulme faleceu em 1992 quando sofreu um ataque cardíaco fatal enquanto pilotava um BMW M3 durante uma corrida (Bathurst 1000) na Austrália. Ele tinha 56 anos de idade.

## Resultados na carreira

### 500 Milhas de Indianápolis
| Ano   | Carro | Largada | Classificação | Rank  | Resultado | Voltas | Lideradas | Status  |
| ----- | ----- | ------- | ------------- | ----- | --------- | ------ | --------- | ------- |
| 1967  | 69    | 24      | 163.376       | 20    | 4         | 197    | 0         | Flagged |
| 1968  | 42    | 20      | 164.189       | 19    | 4         | 200    | 0         | Corrida |
| 1969  | 42    | 25      | 165.092       | 25    | 18        | 145    | 0         | Clutch  |
| 1971  | 85    | 4       | 174.910       | 4     | 17        | 137    | 0         | Válvula |
| Total | Total | Total   | Total         | Total | Total     | 679    | 0         |         |

| Largadas      | 4 |
| Poles         | 0 |
| Primeira Fila | 0 |
| Vitória       | 0 |
| Top 5         | 2 |
| Top 10        | 2 |
| Abandonos     | 2 |

### 24 Horas de Le Mans
| Ano  | Equipe               | Co-pilotos   | Carro             | Classe | Voltas | Pos. | Class Pos. |
| ---- | -------------------- | ------------ | ----------------- | ------ | ------ | ---- | ---------- |
| 1961 | Abarth & Cie         | Angus Hyslop | Fiat-Abarth 850 S | S 850  | 263    | 14º  | 1º         |
| 1966 | Shelby-American Inc. | Ken Miles    | Ford GT40 Mk.II   | P+5.0  | 360    | 2º   | 2º         |
| 1967 | Holman & Moody       | Lloyd Ruby   | Ford GT40 Mk.IV   | P+5.0  | 86     | DNF  | DNF        |

### 24 Horas de Daytona
| Ano  | Equipe                              | Co-pilotos    | Carro         | Classe | Voltas | Pos. | Class Pos. |
| ---- | ----------------------------------- | ------------- | ------------- | ------ | ------ | ---- | ---------- |
| 1966 | Team Chamaco Collect                | Victor Wilson | Ferrari 250LM | P+2.0  | 53     | DNF  | DNF        |
| 1967 | Ford Motor Company (Holman & Moody) | Lloyd Ruby    | Ford Mk IV    | P+2.0  | 299    | DNF  | DNF        |

### Posições de chegada nas corridas de Fórmula 1
(Legenda: Corridas em negrito indicam pole position; corridas em itálico indicam volta mais rápida.)
| Temporada | Equipe                      | Chassis      | Motor            | 1       | 2       | 3       | 4       | 5       | 6       | 7       | 8       | 9       | 10      | 11      | 12      | 13      | 14      | 15      | Pontos | Classificação |
| --------- | --------------------------- | ------------ | ---------------- | ------- | ------- | ------- | ------- | ------- | ------- | ------- | ------- | ------- | ------- | ------- | ------- | ------- | ------- | ------- | ------ | ------------- |
| 1965      | Brabham Racing Organisation | Brabham BT7  | Climax V8        |         | MON 8º  |         |         |         |         | ALE Ret |         |         |         |         |         |         |         |         | 5      | 11º           |
| 1965      | Brabham Racing Organisation | Brabham BT11 | Climax V8        |         |         |         | FRA 4º  | GBR Ret | HOL 5º  |         | ITA Ret |         |         |         |         |         |         |         | 5      | 11º           |
| 1966      | Brabham Racing Organisation | Brabham BT22 | Climax L4        | MON Ret | BEL Ret |         |         |         |         |         |         |         |         |         |         |         |         |         | 18     | 5º            |
| 1966      | Brabham Racing Organisation | Brabham BT20 | Repco V8         |         |         | FRA 3º  | GBR 2º  | HOL Ret | ALE Ret | ITA 3º  | EUA Ret | MEX 3º  |         |         |         |         |         |         | 18     | 5º            |
| 1967      | Brabham Racing Organisation | Brabham BT20 | Repco V8         | AFS 4º  | MON 1º  | HOL 3º  |         |         |         |         |         |         |         |         |         |         |         |         | 51     | 1º            |
| 1967      | Brabham Racing Organisation | Brabham BT19 | Repco V8         |         |         |         | BEL Ret |         |         |         |         |         |         |         |         |         |         |         | 51     | 1º            |
| 1967      | Brabham Racing Organisation | Brabham BT24 | Repco V8         |         |         |         |         | FRA 2º  | GBR 2º  | ALE 1º  | CAN 2º  | ITA Ret | EUA 3º  | MEX 3º  |         |         |         |         | 51     | 1º            |
| 1968      | Bruce McLaren Motor Racing  | McLaren M5A  | BRM V12          | AFS 5º  |         |         |         |         |         |         |         |         |         |         |         |         |         |         | 33     | 3º            |
| 1968      | Bruce McLaren Motor Racing  | McLaren M7A  | Ford Cosworth V8 |         | ESP 2º  | MON 5º  | BEL Ret | HOL Ret | FRA 5º  | GBR 4º  | ALE 7º  | ITA 1º  | CAN 1º  | EUA Ret | MEX Ret |         |         |         | 33     | 3º            |
| 1969      | Bruce McLaren Motor Racing  | McLaren M7A  | Ford Cosworth V8 | AFS 3º  | ESP 4º  | MON 6º  | HOL 4º  | FRA 8º  | GBR Ret | ALE Ret | ITA 7º  | CAN Ret | EUA Ret | MEX 1º  |         |         |         |         | 20     | 6º            |
| 1970      | Bruce McLaren Motor Racing  | McLaren M14A | Ford Cosworth V8 | AFS 2º  | ESP Ret | MON 4º  |         |         |         |         | ALE 3º  | AUT Ret | ITA 4º  | CAN Ret | EUA 7º  | MEX 3º  |         |         | 27     | 4º            |
| 1970      | Bruce McLaren Motor Racing  | McLaren M14D | Ford Cosworth V8 |         |         |         |         |         | FRA 4º  | GBR 3º  |         |         |         |         |         |         |         |         | 27     | 4º            |
| 1971      | Bruce McLaren Motor Racing  | McLaren M19A | Ford Cosworth V8 | AFS 6º  | ESP 5º  | MON 4º  | HOL 12º | FRA Ret | GBR Ret | ALE Ret | AUT Ret |         | CAN 4º  | EUA Ret |         |         |         |         | 9      | 13º           |
| 1972      | Yardley Team McLaren        | McLaren M19A | Ford Cosworth V8 | ARG 2º  | AFS 1º  | ESP Ret |         |         |         |         |         |         |         |         |         |         |         |         | 39     | 3º            |
| 1972      | Yardley Team McLaren        | McLaren M19C | Ford Cosworth V8 |         |         |         | MON 15º | BEL 3º  | FRA 7º  | GBR 5º  | ALE Ret | AUT 2º  | ITA 3º  | CAN 3º  | EUA 3º  |         |         |         | 39     | 3º            |
| 1973      | Yardley Team McLaren        | McLaren M19C | Ford Cosworth V8 | ARG 5º  | BRA 3º  |         |         |         |         |         |         |         |         |         |         |         |         |         | 26     | 6º            |
| 1973      | Yardley Team McLaren        | McLaren M23  | Ford Cosworth V8 |         |         | AFS 5º  | ESP 6º  | BEL 7º  | MON 6º  | SUE 1º  | FRA 8º  | GBR 3º  | HOL Ret | ALE 12º | AUT 8º  | ITA 15º | CAN 12º | EUA 4º  | 26     | 6º            |
| 1974      | Marlboro Team Texaco        | McLaren M23  | Ford Cosworth V8 | ARG 1º  | BRA 12º | AFS 9º  | ESP 6º  | BEL 6º  | MON Ret | SUE Ret | HOL Ret | FRA 6º  | GBR 7º  | ALE DSQ | AUT 2º  | ITA 6º  | CAN 6º  | EUA Ret | 20     | 7º            |

#### Vitórias de Denny Hulme na Fórmula 1

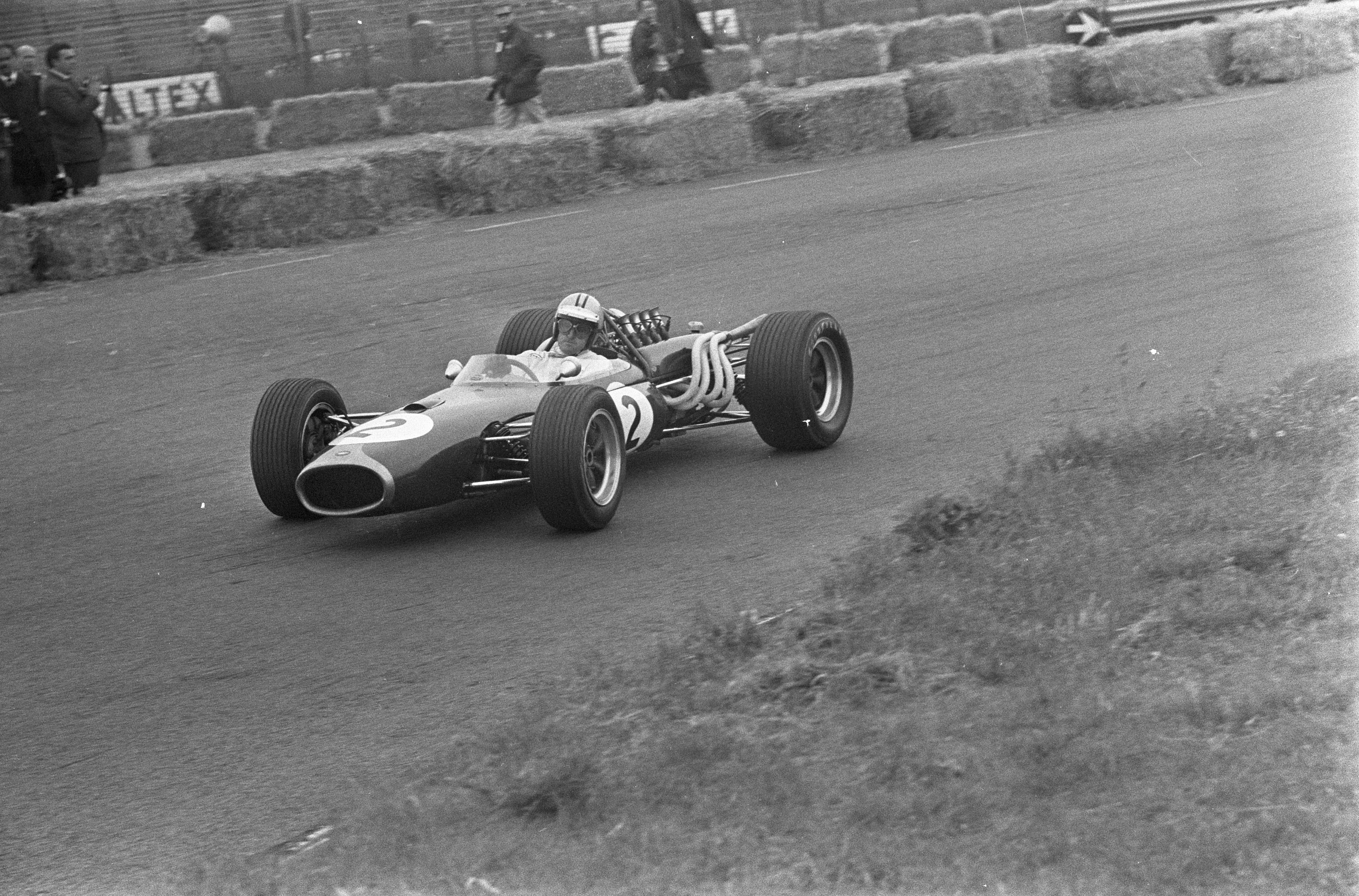
Hulme durante a classificação do Grande Prêmio da Holanda de 1967

| - GP de Mônaco de 1967 (Monte Carlo) - GP da Alemanha de 1967 (Nürburgring) - GP da Itália de 1968 (Monza) - GP do Canadá de 1968 (Mont-Tremblant) - GP do México de 1969 (Autódromo Hermanos Rodríguez) - GP da África do Sul de 1972 (Kyalami) - GP da Suécia de 1973 (Anderstorp) - GP da Argentina de 1974 (Autódromo Oscar Alfredo Gálvez) |

## Vitórias por equipe
- McLaren: 6
- Brabham: 2